# Grand Prix-wegrace der Naties 1953
De Grand Prix-wegrace der Naties 1953 was achtste Grand Prix van het wereldkampioenschap wegrace voor motorfietsen in het seizoen 1953. De races werden verreden op 6 september op het Autodromo Nazionale di Monza nabij Monza in de Italiaanse regio Lombardije. In deze Grand Prix kwamen alle klassen aan de start, maar de wereldtitel in de 350cc-klasse was al eerder beslist. Tijdens deze Grand werden de wereldtitels in de 125cc-klasse, de 250cc-klasse, de 500cc-klasse en de zijspanklasse beslist.

## Algemeen
Nadat MV Agusta zich na het overlijden van Les Graham had teruggetrokken uit de 500cc-klasse, was men op Monza toch weer aanwezig. De 350cc-klasse en de zijspanklasse reden hun laatste race van het seizoen. Fergus Anderson kwam als 350cc-wereldkampioen naar Monza, maar in de zijspanklasse was het nog spannend tussen Eric Oliver en Cyril Smith. Er kwamen 100.000 toeschouwers naar de wedstrijden kijken. Zij zagen Werner Haas wereldkampioen in twee klassen worden.

## 500cc-klasse
MV Agusta was op volle sterkte aanwezig, inclusief Carlo Bandirola, die zich dit seizoen vooral op het Italiaans kampioenschap had moeten richten. Bandirola viel echter uit, evenals Fergus Anderson, die weer eens met de Moto Guzzi Quattro Cilindri mocht aantreden. Gilera voorzag Pierre Monneret weer van een machine. Tegenover deze massale inzet van de Italiaanse merken stond de afwezigheid van de inmiddels kansloze teams van Norton en AJS. Gilera was opnieuw niet te verslaan. Het bezette de eerste vier plaatsen in de race en winnaar Geoff Duke was nu zeker van zijn vierde wereldtitel.
| Pos | Coureur              | Merk       | Tijd      | Punten |
| --- | -------------------- | ---------- | --------- | ------ |
| 1   | Geoff Duke           | Gilera     | 1:10"18'3 | 8      |
| 2   | Dickie Dale          | Gilera     | +41'1     | 6      |
| 3   | Libero Liberati      | Gilera     | +51'8     | 4      |
| 4   | Reg Armstrong        | Gilera     | +58'6     | 3      |
| 5   | Cecil Sandford       | MV Agusta  | +1"42'1   | 2      |
| 6   | Hermann Paul Müller  | MV Agusta  | +1 ronde  | 1      |
| 7   | Nello Pagani         | Gilera     | +1 ronde  |        |
| 8   | Bruno Francisci      | MV Agusta  | +1 ronde  |        |
| 9   | Pierre Monneret      | Gilera     | +2 ronden |        |
| 10  | John Storr           | Norton     | +2 ronden |        |
| 11  | Enrico Galante       | Norton     | +2 ronden |        |
| 12  | Felice Benasedo      | Moto Guzzi | +2 ronden |        |
| 13  | Lodovico Facchinelli | Gilera     | +2 ronden |        |
| 14  | Raymond Laurent      | Norton     | +2 ronden |        |
| 15  | Antonio Ronchei      | Gilera     | +4 ronden |        |

| Coureur                  | Merk       | Oorzaak |
| ------------------------ | ---------- | ------- |
| Sid Willis               | Norton     |         |
| Tony McAlpine            | Norton     |         |
| Josef Albisser           | Norton     |         |
| Roland Schnell           | Horex      |         |
| Walter Zeller            | BMW        |         |
| Georges Monneret         | Matchless  |         |
| William Hall             | Norton     |         |
| Carlo Bandirola          | MV Agusta  |         |
| Fergus Anderson          | Moto Guzzi |         |
| Francesco Guglielminetti | Norton     |         |
| Giulio Galbiati          | Moto Guzzi |         |
| Martino Giani            | MV Agusta  |         |
| Barrie Stormont          | Norton     |         |
| Leo Simpson              | Norton     |         |

| Coureur          | Merk   | Oorzaak  |
| ---------------- | ------ | -------- |
| Ken Kavanagh     | Norton |          |
| Bill Doran       | AJS    |          |
| Derek Farrant    | AJS    |          |
| Jack Brett       | Norton |          |
| Peter Davey      | Norton |          |
| Tommy Wood       | Norton |          |
| Alfredo Milani   | Gilera |          |
| Giuseppe Colnago | Gilera |          |
| Ken Mudford      | Norton |          |
| Rod Coleman      | AJS    |          |
| Ray Amm          | Norton | Blessure |

### Top tien tussenstand 500cc-klasse
| Pos | Coureur                     | Merk   | Ptn |
| --- | --------------------------- | ------ | --- |
| 1   | Geoff Duke (wereldkampioen) | Gilera | 38  |
| 2   | Reg Armstrong               | Gilera | 30  |
| 3   | Ken Kavanagh                | Norton | 18  |
| 3   | Alfredo Milani              | Gilera | 18  |
| 5   | Ray Amm                     | Norton | 14  |
| 6   | Jack Brett                  | Norton | 13  |
| 7   | Rod Coleman                 | AJS    | 9   |
| 8   | Dickie Dale                 | Gilera | 7   |
| 9   | Giuseppe Colnago            | Gilera | 6   |
| 10  | Libero Liberati             | Gilera | 4   |

## 350cc-klasse
Door de 350cc-race te winnen verzekerde Enrico Lorenzetti zich van de tweede plaats in het kampioenschap, voor de reeds lang geblesseerde Ray Amm, die evenveel punten had als Ken Kavanagh, maar dankzij zijn overwinning in de Junior TT derde werd voor Kavanagh. HP Müller startte weer met de Schnell-Horex en werd verdienstelijk zevende. In de 500cc-klasse had hij niet voor Horex gereden omdat zijn werkgever MV Agusta daar een beroep op hem deed. De ontwikkeling van de Moto Guzzi Monocilindrica 350 was erg snel gegaan. De machine was nu al zo overtuigend dat alleen Moto Guzzi-rijders binnen dezelfde ronde eindigden.
| Pos | Coureur             | Merk          | Tijd     | Punten |
| --- | ------------------- | ------------- | -------- | ------ |
| 1   | Enrico Lorenzetti   | Moto Guzzi    | 56"35'5  | 8      |
| 2   | Fergus Anderson     | Moto Guzzi    | +10'1    | 6      |
| 3   | Duilio Agostini     | Moto Guzzi    | +29'3    | 4      |
| 4   | August Hobl         | DKW           | +1 ronde | 3      |
| 5   | Leo Simpson         | AJS           | +1 ronde | 2      |
| 6   | Tony McAlpine       | Norton        |          | 1      |
| 7   | Hermann Paul Müller | Schnell-Horex |          |        |
| 8   | Ken Mudford         | AJS           |          |        |
| 9   | Ray Laurent         | AJS           |          |        |

| Coureur        | Merk   | Oorzaak   |
| -------------- | ------ | --------- |
| Ken Kavanagh   | Norton |           |
| Jack Brett     | Norton |           |
| Rod Coleman    | AJS    |           |
| Ernie Ring (†) | AJS    | Overleden |
| Ray Amm        | Norton | Blessure  |

| Coureur           | Merk      |
| ----------------- | --------- |
| Josef Albisser    | Norton    |
| Karl Hofman       | DKW       |
| Pierre Monneret   | AJS       |
| Bill Doran        | AJS       |
| Bob McIntyre      | AJS       |
| Derek Farrant     | AJS       |
| Harry Pearce      | Velocette |
| Ken Harwood       | AJS       |
| Malcolm Templeton | AJS       |
| Tommy Wood        | Norton    |

### Top tien eindstand 350cc-klasse
| Pos. | Coureur           | Motorfiets | Ptn.    |
| ---- | ----------------- | ---------- | ------- |
| 1    | Fergus Anderson   | Moto Guzzi | 30 (34) |
| 2    | Enrico Lorenzetti | Moto Guzzi | 26      |
| 3    | Ray Amm           | Norton     | 18      |
| 4    | Ken Kavanagh      | Norton     | 18      |
| 5    | Jack Brett        | Norton     | 12      |
| 6    | Rod Coleman       | AJS        | 9       |
| 7    | Ken Mudford       | Norton     | 8       |
| 8    | Pierre Monneret   | AJS        | 6       |
| 8    | Bob McIntyre      | AJS        | 6       |
| 10   | Duilio Agostini   | Moto Guzzi | 4       |

| Pos | Coureur           | Merk       | Tijd    | Punten |
| --- | ----------------- | ---------- | ------- | ------ |
| 1   | Enrico Lorenzetti | Moto Guzzi | 47"38'7 | 8      |
| 2   | Werner Haas       | NSU        | +3'3    | 6      |
| 3   | Alano Montanari   | Moto Guzzi | +46'0   | 4      |
| 4   | Reg Armstrong     | NSU        | +47'1   | 3      |
| 5   | Wolfgang Brand    | NSU        | +1"31'0 | 2      |
| 6   | Umberto Masetti   | NSU        |         | 1      |
| 7   | Tommy Wood        | Moto Guzzi |         |        |
| 8   | Arthur Wheeler    | Moto Guzzi |         |        |
| 9   | Angelo Marelli    | Moto Guzzi |         |        |
| 10  | Bruno Francisci   | Moto Guzzi |         |        |

| Coureur           | Merk       |
| ----------------- | ---------- |
| Rupert Hollaus    | Moto Guzzi |
| Ken Kavanagh      | Moto Guzzi |
| Sid Willis        | Velocette  |
| August Hobl       | DKW        |
| Otto Daiker       | NSU        |
| Siegfried Wünsche | DKW        |
| Walter Reichert   | NSU        |
| Fergus Anderson   | Moto Guzzi |

| Pos | Coureur           | Merk       | Tijd    | Punten |
| --- | ----------------- | ---------- | ------- | ------ |
| 1   | Enrico Lorenzetti | Moto Guzzi | 47"38'7 | 8      |
| 2   | Werner Haas       | NSU        | +3'3    | 6      |
| 3   | Alano Montanari   | Moto Guzzi | +46'0   | 4      |
| 4   | Reg Armstrong     | NSU        | +47'1   | 3      |
| 5   | Wolfgang Brand    | NSU        | +1"31'0 | 2      |
| 6   | Umberto Masetti   | NSU        |         | 1      |
| 7   | Tommy Wood        | Moto Guzzi |         |        |
| 8   | Arthur Wheeler    | Moto Guzzi |         |        |
| 9   | Angelo Marelli    | Moto Guzzi |         |        |
| 10  | Bruno Francisci   | Moto Guzzi |         |        |

| Coureur           | Merk       |
| ----------------- | ---------- |
| Rupert Hollaus    | Moto Guzzi |
| Ken Kavanagh      | Moto Guzzi |
| Sid Willis        | Velocette  |
| August Hobl       | DKW        |
| Otto Daiker       | NSU        |
| Siegfried Wünsche | DKW        |
| Walter Reichert   | NSU        |
| Fergus Anderson   | Moto Guzzi |

| Pos | Coureur                      | Merk       | Ptn     |
| --- | ---------------------------- | ---------- | ------- |
| 1   | Werner Haas (wereldkampioen) | NSU        | 34 (35) |
| 2   | Reg Armstrong                | NSU        | 23      |
| 3   | Fergus Anderson              | Moto Guzzi | 22      |
| 4   | Enrico Lorenzetti            | Moto Guzzi | 17      |
| 5   | Alano Montanari              | Moto Guzzi | 16      |
| 6   | Siegfried Wünsche            | DKW        | 6       |
| 6   | Otto Daiker                  | NSU        | 6       |
| 8   | August Hobl                  | DKW        | 5       |
| 9   | Arthur Wheeler               | Moto Guzzi | 4       |
| 10  | Walter Reichert              | NSU        | 3       |

| Pos | Coureur          | Merk      | Tijd    | Punten |
| --- | ---------------- | --------- | ------- | ------ |
| 1   | Werner Haas      | NSU       | 43"10'5 | 8      |
| 2   | Emilio Mendogni  | Morini    | +0'4    | 6      |
| 3   | Carlo Ubbiali    | MV Agusta | +1'5    | 4      |
| 4   | Angelo Copeta    | MV Agusta | +33'5   | 3      |
| 5   | Wolfgang Brand   | NSU       | +1"38'2 | 2      |
| 6   | Paolo Campanelli | MV Agusta | +1"49'8 | 1      |

| Coureur        | Merk      | Oorzaak   |
| -------------- | --------- | --------- |
| Les Graham (†) | MV Agusta | Overleden |

| Coureur         | Merk      |
| --------------- | --------- |
| Rupert Hollaus  | NSU       |
| Georg Braun     | Mondial   |
| Karl Lottes     | MV Agusta |
| Otto Daiker     | NSU       |
| Walter Reichert | NSU       |
| Marcello Cama   | Montesa   |
| Arnold Jones    | MV Agusta |
| Bill Webster    | MV Agusta |
| Cecil Sandford  | MV Agusta |
| Fron Purslow    | MV Agusta |
| Reg Armstrong   | NSU       |
| Luigi Zinzani   | Morini    |
| Tito Forconi    | MV Agusta |
| Drikus Veer     | Morini    |
| Lo Simons       | Mondial   |

| Pos | Coureur          | Merk      | Tijd    | Punten |
| --- | ---------------- | --------- | ------- | ------ |
| 1   | Werner Haas      | NSU       | 43"10'5 | 8      |
| 2   | Emilio Mendogni  | Morini    | +0'4    | 6      |
| 3   | Carlo Ubbiali    | MV Agusta | +1'5    | 4      |
| 4   | Angelo Copeta    | MV Agusta | +33'5   | 3      |
| 5   | Wolfgang Brand   | NSU       | +1"38'2 | 2      |
| 6   | Paolo Campanelli | MV Agusta | +1"49'8 | 1      |

| Coureur        | Merk      | Oorzaak   |
| -------------- | --------- | --------- |
| Les Graham (†) | MV Agusta | Overleden |

| Coureur         | Merk      |
| --------------- | --------- |
| Rupert Hollaus  | NSU       |
| Georg Braun     | Mondial   |
| Karl Lottes     | MV Agusta |
| Otto Daiker     | NSU       |
| Walter Reichert | NSU       |
| Marcello Cama   | Montesa   |
| Arnold Jones    | MV Agusta |
| Bill Webster    | MV Agusta |
| Cecil Sandford  | MV Agusta |
| Fron Purslow    | MV Agusta |
| Reg Armstrong   | NSU       |
| Luigi Zinzani   | Morini    |
| Tito Forconi    | MV Agusta |
| Drikus Veer     | Morini    |
| Lo Simons       | Mondial   |

| Pos | Coureur                      | Merk      | Ptn     |
| --- | ---------------------------- | --------- | ------- |
| 1   | Werner Haas (wereldkampioen) | NSU       | 30 (36) |
| 2   | Carlo Ubbiali                | MV Agusta | 18      |
| 3   | Cecil Sandford               | MV Agusta | 10      |
| 4   | Angelo Copeta                | MV Agusta | 9       |
| 5   | Les Graham (†)               | MV Agusta | 8       |
| 6   | Otto Daiker                  | NSU       | 7       |
| 7   | Emilio Mendogni              | Morini    | 6       |
| 8   | Reg Armstrong                | NSU       | 4       |
| 9   | Luigi Zinzani                | Morini    | 3       |
| 10  | Arnold Jones                 | MV Agusta | 2       |
| 10  | Drikus Veer                  | Morini    | 2       |
| 10  | Bill Webster                 | MV Agusta | 2       |
| 10  | Karl Lottes                  | MV Agusta | 2       |
| 10  | Tito Forconi                 | MV Agusta | 2       |
| 10  | Walter Reichert              | NSU       | 2       |
| 10  | Wolfgang Brand               | NSU       | 2       |

| Pos | Coureur          | Bakkenist          | Merk       | Tijd    | Punten |
| --- | ---------------- | ------------------ | ---------- | ------- | ------ |
| 1   | Eric Oliver      | Stanley Dibben     | Norton     | 42"18'1 | 8      |
| 2   | Cyril Smith      | Les Nutt           | Norton     | +0'1    | 6      |
| 3   | Jacques Drion    | Inge Stoll-Laforge | Norton     |         | 4      |
| 4   | Hans Haldemann   | Josef Halbisser    | Norton     |         | 3      |
| 5   | Len Taylor       | Peter Glover       | Norton     |         | 2      |
| 6   | Fritz Hillebrand | Manfred Grunwald   | BMW        |         | 1      |
| 7   | Julien Deronne   | Bruno Leys         | Norton     |         |        |
| 8   | Ernesto Merlo    | Dino Magri         | Gilera     |         |        |
| 9   | Marcel Masuy     | Jules Nies         | Norton     |         |        |
| 10  | Luigi Marcelli   | Spartaco Ricci     | Gilera     |         |        |
| 11  | Renato Prati     | Onbekend           | Moto Guzzi |         |        |

| Coureur       | Bakkenist       | Merk   |
| ------------- | --------------- | ------ |
| Wiggerl Kraus | Bernhard Huser  | BMW    |
| Wilhelm Noll  | Fritz Cron      | BMW    |
| Jean Murit    | Francis Flahaut | Norton |
| Fron Purslow  | Dave Key        | BSA    |
| Pip Harris    | Ray Campbell    | Norton |
| Trevor Bounds | Rob Kings       | Norton |

| Pos | Coureur          | Bakkenist          | Merk       | Tijd    | Punten |
| --- | ---------------- | ------------------ | ---------- | ------- | ------ |
| 1   | Eric Oliver      | Stanley Dibben     | Norton     | 42"18'1 | 8      |
| 2   | Cyril Smith      | Les Nutt           | Norton     | +0'1    | 6      |
| 3   | Jacques Drion    | Inge Stoll-Laforge | Norton     |         | 4      |
| 4   | Hans Haldemann   | Josef Halbisser    | Norton     |         | 3      |
| 5   | Len Taylor       | Peter Glover       | Norton     |         | 2      |
| 6   | Fritz Hillebrand | Manfred Grunwald   | BMW        |         | 1      |
| 7   | Julien Deronne   | Bruno Leys         | Norton     |         |        |
| 8   | Ernesto Merlo    | Dino Magri         | Gilera     |         |        |
| 9   | Marcel Masuy     | Jules Nies         | Norton     |         |        |
| 10  | Luigi Marcelli   | Spartaco Ricci     | Gilera     |         |        |
| 11  | Renato Prati     | Onbekend           | Moto Guzzi |         |        |

| Coureur       | Bakkenist       | Merk   |
| ------------- | --------------- | ------ |
| Wiggerl Kraus | Bernhard Huser  | BMW    |
| Wilhelm Noll  | Fritz Cron      | BMW    |
| Jean Murit    | Francis Flahaut | Norton |
| Fron Purslow  | Dave Key        | BSA    |
| Pip Harris    | Ray Campbell    | Norton |
| Trevor Bounds | Rob Kings       | Norton |

| Pos. | Coureur        | Bakkenist          | Motorfiets       | Ptn.    |
| ---- | -------------- | ------------------ | ---------------- | ------- |
| 1    | Eric Oliver    | Stanley Dibben     | Norton-Watsonian | 32      |
| 2    | Cyril Smith    | Les Nutt           | Norton-Watsonian | 26 (32) |
| 3    | Hans Haldemann | Josef Albisser     | Norton           | 12      |
| 4    | Jacques Drion  | Inge Stoll-Laforge | Norton           | 10      |
| 5    | Pip Harris     | Ray Campbell       | Norton           | 6       |
| 6    | Wilhelm Noll   | Fritz Cron         | BMW              | 5       |
| 7    | Marcel Masuy   | Jules Nies         | Norton           | 5       |
| 8    | Wiggerl Kraus  | Bernhard Huser     | BMW              | 4       |
| 9    | Julien Deronne | Bruno Leys         | Norton           | 4       |
| 10   | Trevor Bounds  | Rob Kings          | Norton           | 3       |

(Punten tussen haakjes zijn inclusief streepresultaten)
1922 · 1923 · 1924 · 1925 · 1926 · 1927 · 1928 · 1929 · 1930 · 1931 · 1932 · 1933 · 1934 · 1935 · 1936 · 1937 · 1938 · 1939 · 1947 · 1948 · 1949 · 1950 · 1951 · 1952 · 1953 · 1954 · 1955 · 1956 · 1957 · 1958 · 1959 · 1960 · 1961 · 1962 · 1963 · 1964 · 1965 · 1966 · 1967 · 1968 · 1969 · 1970 · 1971 · 1972 · 1973 · 1974 · 1975 · 1976 · 1977 · 1978 · 1979 · 1980 · 1981 · 1982 · 1983 · 1984 · 1985 · 1986 · 1987 · 1988 · 1989 · 1990